# Genocídios otomanos tardios

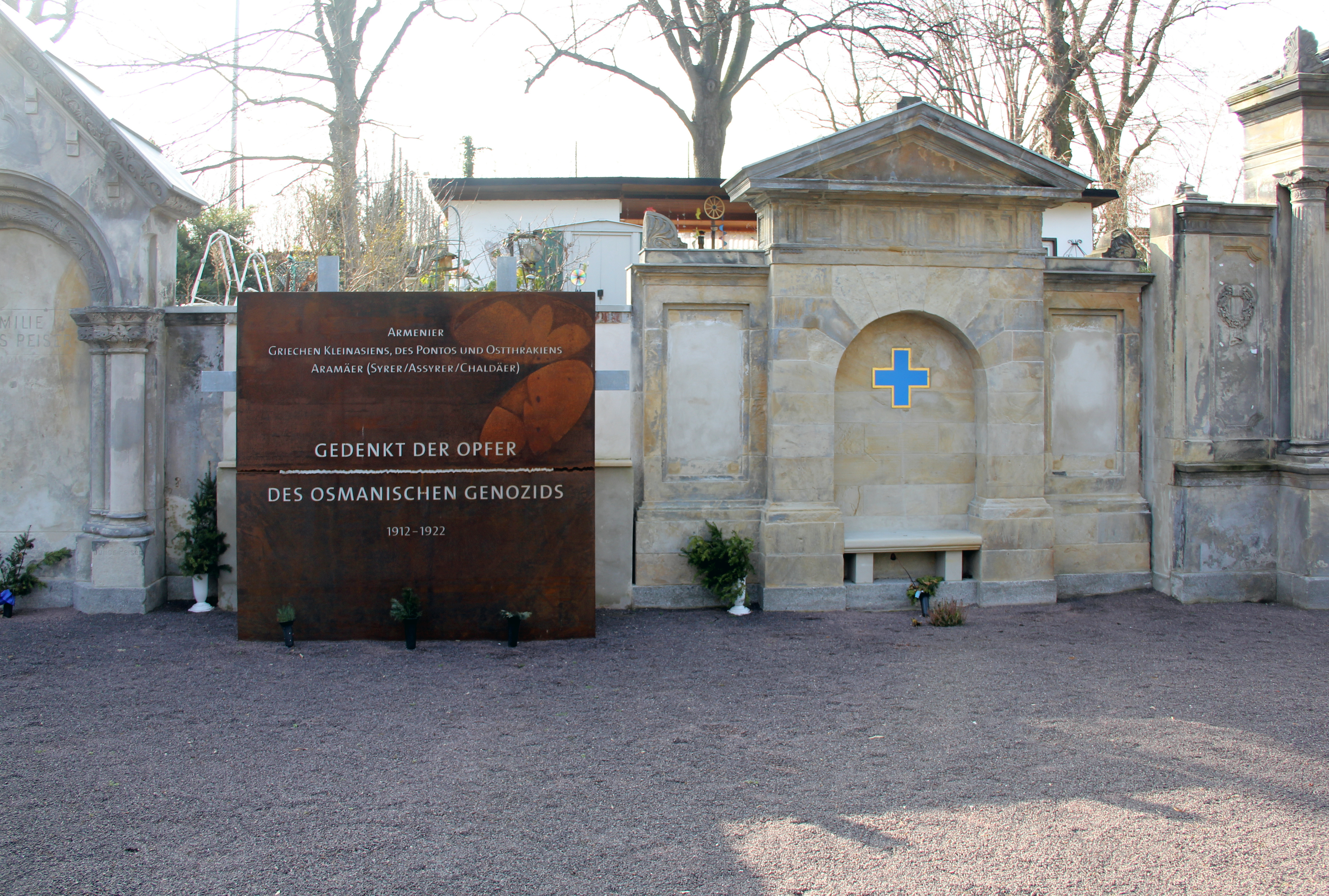
Monumento em Berlim às vítimas dos genocídios otomanos de 1912–1922.

Genocídios otomanos tardios referem-se a uma teoria historiográfica segundo a qual os genocídios armênio, grego e assírio,    que ocorreram simultaneamente, durante as décadas de 1910-1920, constituem um único evento - perpetrado pelos chamados Jovens Turcos.   Embora alguns historiadores, como Benny Morris e Dror Ze'evi, autores de The Thirty-Year Genocide (2019), caracterizem tal evento como um genocídio de cristãos,    outros, como Dominik J. Schaller e Jürgen Zimmerer, sustentam que tal abordagem "ignora a violência massiva dos Jovens Turcos contra os não-cristãos", em particular contra os curdos muçulmanos.   

## Visão geral
O historiador holandês-turco, professor de estudos de genocídio e sociólogo Uğur Ümit Üngör explica que a violência em massa e a escravização que ocorreram no final do Império Otomano e no seu estado sucessor incluem, mas não se limitam ao massacre de Adana; a perseguição aos muçulmanos durante a contração otomana; os genocídios de armênios, gregos e assírios; os massacres de Koçgiri em 1921; “a violência em massa contra os curdos desde a Rebelião do Xeque Saíde de 1925 até o massacre de Dersim em 1938”; os pogroms da Trácia de 1934, até o pogrom de Istambul de 1955 contra cristãos gregos e armênios. 
Outros estudiosos às vezes também incluem os anteriores massacres hamidianos de armênios cristãos na década de 1890 ou as deportações de curdos entre 1916 e 1934. 
Segundo o jornalista Thomas de Waal, falta um trabalho semelhante ao Bloodlands (2010) do historiador Timothy Snyder que tente cobrir toda a violência em massa na Anatólia e no Cáucaso entre 1914 e 1921.  De Waal sugere que embora "o genocídio [armênio] de 1915-1916 se destacasse como a maior atrocidade deste período... [tal trabalho] também estabeleceria um contexto que permitiria que outros aceitassem o que aconteceu e porquê, e também prestar homenagem aos muitos muçulmanos que morreram tragicamente nesta época”. 